# The Jewel That Was Ours
The Jewel That Was Ours is een misdaadroman van Colin Dexter, de negende roman in de serie Inspector Morse.
Een Amerikaanse toerist wordt dood aangetroffen in haar kamer in het Randolph Hotel. Haar gewaardeerde en zeer dure antieke juwelen (The Wolvercote Tongue) zijn gestolen. Twee dagen later wordt een gehavend en naakt lijk uit de rivier de Cherwell gesleept. Morse is er zeker van dat er een verband is en onthult een ingewikkeld complot van wraak.
De aflevering van de tv-serie Inspector Morse die overeenkomt met de roman heeft als titel The Wolvercote Tongue (uitgezonden in seizoen 2 in 1987).